# YU 100: najbolji albumi jugoslavenske rock i pop glazbe
YU 100: najbolji albumi jugoslavenske rock i pop glazbe (srpski: YU 100: najbolji albumi jugoslovenske rok i pop muzike) je knjiga koju su 1998. objavili Duško Antonić i Danilo Štrbac. U knjizi je objavljen popis 100 najboljih albuma iz bivše Jugoslavije prema glasovanju srbijanskih glazbenih kritičara, novinara, glumaca itd.

## Popis
| #    | Cover art | Album                                          | Izvođač/sastav                            | Godina | Republika/ pokrajina podrijetla |
| ---- | --------- | ---------------------------------------------- | ----------------------------------------- | ------ | ------------------------------- |
| 1.   |           | Odbrana i poslednji dani                       | Idoli                                     | 1982.  | Srbija                          |
| 2.   |           | Paket aranžman                                 | Idoli, Šarlo akrobata, Električni orgazam | 1981.  | Srbija                          |
| 3.   |           | Time                                           | Time                                      | 1972.  | Hrvatska                        |
| 4.   |           | Korni grupa                                    | Korni grupa                               | 1972.  | Srbija                          |
| 5.   |           | Azra                                           | Azra                                      | 1980.  | Hrvatska                        |
| 6.   |           | Sunčana strana ulice                           | Azra                                      | 1981.  | Hrvatska                        |
| 7.   |           | Pljuni istini u oči                            | Buldožer                                  | 1975.  | Slovenija                       |
| 8.   |           | Filigranski pločnici                           | Azra                                      | 1982.  | Hrvatska                        |
| 9.   |           | Dnevnik jedne ljubavi                          | Josipa Lisac                              | 1973.  | Hrvatska                        |
| 10.  |           | Bitanga i princeza                             | Bijelo dugme                              | 1979.  | BiH                             |
| 11.  |           | Bistriji ili tuplji čovek biva kad...          | Šarlo akrobata                            | 1981.  | Srbija                          |
| 12.  |           | Indexi                                         | Indexi                                    | 1974.  | BiH                             |
| 13.  |           | Sa druge strane jastuka                        | Bajaga i instruktori                      | 1985.  | Srbija                          |
| 14.  |           | Kad bi bio bijelo dugme                        | Bijelo dugme                              | 1974.  | BiH                             |
| 15.  |           | Probaj me                                      | Oliver Mandić                             | 1981.  | Srbija                          |
| 16.  |           | Kost u grlu                                    | Riblja čorba                              | 1979.  | Srbija                          |
| 17.  |           | Šta bi dao da si na mom mjestu                 | Bijelo dugme                              | 1975.  | BiH                             |
| 18.  |           | Partibrejkers I                                | Partibrejkers                             | 1985.  | Srbija                          |
| 19.  |           | Mrtva priroda                                  | Riblja čorba                              | 1981.  | Srbija                          |
| 20.  |           | Treći svijet                                   | Haustor                                   | 1984.  | Hrvatska                        |
| 21.  |           | Leb i sol                                      | Leb i sol                                 | 1978.  | Makedonija                      |
| 22.  |           | Još jučer samo na filmu a sada i u vašoj glavi | Film                                      | 1981.  | Hrvatska                        |
| 23.  |           | Pokvarena mašta i prljave strasti              | Riblja čorba                              | 1981.  | Srbija                          |
| 24.  |           | Distorzija                                     | Električni orgazam                        | 1986.  | Srbija                          |
| 25.  |           | Bezdan                                         | Đorđe Balašević                           | 1986.  | Srbija                          |
| 26.  |           | S' vetrom uz lice                              | Ekatarina Velika                          | 1986.  | Srbija                          |
| 27.  |           | Sviđa mi se da ti ne bude prijatno             | Disciplina kičme                          | 1983.  | Srbija                          |
| 28.  |           | Bijelo dugme                                   | Bijelo dugme                              | 1984.  | BiH                             |
| 29.  |           | Haustor                                        | Haustor                                   | 1981.  | Hrvatska                        |
| 30.  |           | S vremena na vreme                             | S vremena na vreme                        | 1975.  | Srbija                          |
| 31.  |           | Eto! Baš hoću!                                 | Bijelo dugme                              | 1976.  | BiH                             |
| 32.  |           | Zeleni Zub na Planeti Dosade                   | Disciplina kičme                          | 1989.  | Srbija                          |
| 33.  |           | Kao kakao                                      | Leb i sol                                 | 1987.  | Makedonija                      |
| 34.  |           | Malinkonija                                    | Oliver Dragojević                         | 1977.  | Hrvatska                        |
| 35.  |           | Doživjeti stotu                                | Bijelo dugme                              | 1980.  | BiH                             |
| 36.  |           | Crno bijeli svijet                             | Prljavo kazalište                         | 1980.  | Hrvatska                        |
| 37.  |           | Pozitivna geografija                           | Bajaga i instruktori pozitivne geografije | 1984.  | Srbija                          |
| 38.  |           | Ako priđeš bliže                               | Zdravko Čolić                             | 1977.  | BiH                             |
| 39.  |           | Bolero                                         | Haustor                                   | 1985.  | Hrvatska                        |
| 40.  |           | Crna dama                                      | Smak                                      | 1977.  | Srbija                          |
| 41.  |           | Leb i sol II                                   | Leb i sol                                 | 1978.  | Makedonija                      |
| 42.  |           | Čovjek kao ja                                  | Arsen Dedić                               | 1969.  | Hrvatska                        |
| 43.  |           | Istina                                         | Riblja čorba                              | 1985.  | Srbija                          |
| 44.  |           | Mojoj mami umesto maturske slike u izlogu      | Rani mraz                                 | 1979.  | Srbija                          |
| 45.  |           | Tajni grad                                     | Haustor                                   | 1988.  | Hrvatska                        |
| 46.  |           | Čokolada                                       | Idoli                                     | 1984.  | Srbija                          |
| 47.  |           | Ne cvikaj generacijo                           | Atomsko sklonište                         | 1978.  | Hrvatska                        |
| 48.  |           | Hoćemo gusle                                   | Rambo Amadeus                             | 1989.  | Crna Gora                       |
| 49.  |           | Spavaćeš sam                                   | Viktorija                                 | 1988.  | Srbija                          |
| 50.  |           | Modra rijeka                                   | Indexi                                    | 1978.  | BiH                             |
| 51.  |           | Sve najbolje                                   | Oliver Mandić                             | 1987.  | Srbija                          |
| 52.  |           | Time II                                        | Time                                      | 1975.  | Hrvatska                        |
| 53.  |           | Pljuni i zapjevaj moja Jugoslavijo             | Bijelo dugme                              | 1986.  | BiH                             |
| 54.  |           | Pruži mi ruku ljubavi                          | Pro arte                                  | 1970.  | BiH                             |
| 55.  |           | Izlog jeftinih slatkiša                        | Buldožer                                  | 1980.  | Slovenija                       |
| 56.  |           | Ručni rad                                      | Leb i sol                                 | 1979.  | Makedonija                      |
| 57.  |           | YU zlato                                       | YU grupa                                  | 1973.  | Srbija                          |
| 58.  |           | Jahači magle                                   | Bajaga i instruktori                      | 1986.  | Srbija                          |
| 59.  |           | Najjači ostaju                                 | Neca Falk                                 | 1980.  | Slovenija                       |
| 60.  |           | Kiselina                                       | Pop mašina                                | 1973.  | Srbija                          |
| 61.  |           | Prljavo kazalište                              | Prljavo kazalište                         | 1979.  | Hrvatska                        |
| 62.  |           | YU grupa                                       | YU grupa                                  | 1973.  | Srbija                          |
| 63.  |           | Smak                                           | Smak                                      | 1975.  | Srbija                          |
| 64.  |           | Buvlja pijaca                                  | Riblja čorba                              | 1982.  | Srbija                          |
| 65.  |           | Svi za mnom!                                   | Disciplina kičme                          | 1986.  | Srbija                          |
| 66.  |           | Pub                                            | Đorđe Balašević                           | 1982.  | Srbija                          |
| 67.  |           | Signali u noći                                 | Film                                      | 1985.  | Hrvatska                        |
| 68.  |           | Katarina II                                    | Katarina II                               | 1984.  | Srbija                          |
| 69.  |           | Sva čuda svijeta                               | Film                                      | 1983.  | Hrvatska                        |
| 70.  |           | Film u Kulušiću – Live                         | Film                                      | 1981.  | Hrvatska                        |
| 71.  |           | VIS Idoli                                      | Idoli                                     | 1981.  | Srbija                          |
| 72.  |           | Nasvojistrani                                  | Lačni Franz                               | 1986.  | Slovenija                       |
| 73.  |           | Kako bubanj kaže                               | Električni orgazam                        | 1984.  | Srbija                          |
| 74.  |           | Koncert kod hajdučke česme                     | Bijelo dugme                              | 1977.  | BiH                             |
| 75.  |           | Prisluškivanja                                 | Eva Braun                                 | 1992.  | Srbija                          |
| 76.  |           | Ravno do dna                                   | Azra                                      | 1982.  | Hrvatska                        |
| 77.  |           | Plitka poezija                                 | Pekinška patka                            | 1980.  | Srbija                          |
| 78.  |           | Moje bube                                      | Suncokret                                 | 1977.  | Srbija                          |
| 79.  |           | Prodavnica tajni                               | Bajaga i instruktori                      | 1988.  | Srbija                          |
| 80.  |           | Večeras vas zabavljaju muzičari koji piju      | Riblja čorba                              | 1984.  | Srbija                          |
| 81.  |           | Adijo pamet                                    | Lačni Franz                               | 1982.  | Slovenija                       |
| 82.  |           | Anđeli se dosađuju?                            | Parni valjak                              | 1987.  | Hrvatska                        |
| 83.  |           | Osmi nervni slom                               | Riblja čorba                              | 1986.  | Srbija                          |
| 84.  |           | Samo za zaljubljene                            | Drago Diklić                              | 1973.  | Hrvatska                        |
| 85.  |           | U ime naroda                                   | Riblja čorba                              | 1982.  | Srbija                          |
| 86.  |           | LP-60993                                       | Kamen na kamen                            | 1973.  | BiH                             |
| 87.  |           | Das ist Walter                                 | Zabranjeno Pušenje                        | 1984.  | BiH                             |
| 88.  |           | Drugi način                                    | Drugi način                               | 1975.  | Hrvatska                        |
| 89.  |           | Kad nedjelja prođe                             | Xenia                                     | 1983.  | Hrvatska                        |
| 90.  |           | Od šanka do šanka                              | Andrej Šifrer                             | 1979.  | Slovenija                       |
| 91.  |           | Mitovi i legende o kralju Elvisu               | Elvis J. Kurtović & His Meteors           | 1984.  | BiH                             |
| 92.  |           | Pod sjajem zvezda                              | Vokalni kvartet Predraga Ivanovića        | 1978.  | Srbija                          |
| 93.  |           | Naši dani                                      | Grupa 220                                 | 1968.  | Hrvatska                        |
| 94.  |           | 1941.                                          | Korni grupa                               | 1979.  | Srbija                          |
| 95   |           | Teška Industrija                               | Teška industrija                          | 1976.  | BiH                             |
| 96   |           | Kad fazani lete                                | Azra                                      | 1983.  | Hrvatska                        |
| 97.  |           | Napokon ploča                                  | Poslednja igra leptira                    | 1982.  | Srbija                          |
| 98.  |           | Kozmetika                                      | Kozmetika                                 | 1979.  | Srbija                          |
| 99.  |           | 9 lakih komada                                 | Čutura & Laki band                        | 1988.  | Srbija                          |
| 100. |           | Ventilator 202: Demo Top 10                    | Razni izvođači                            | 1983.  | ...                             |

## Statistika
Najuspiješniji sastavi s po osam albuma na listi su: Bijelo dugme i Riblja čorba. Slijede ih Azra s 5 albuma (od kojih su 3 među prvih 8), a zatim Leb i sol, Bajaga i instruktori i Haustor s po četiri albuma. Od producentskih kuća najzastupljeniji je Jugoton koji je objavio 47 od 100 albuma s liste. Slijedi ga PGP RTB s 27 albuma a zatim ZKP RTLJ s 12 albuma.

## Glasači
Glasači su bili glazbeni kritičari, novinari, umjetnici koji su imali dodira s popularnom glazbenom scenom bivše Jugoslavije, kao i drugi. Među njima bilo je samo nekoliko glazbenika. Svaki glasač je predložio deset albuma,  s glazbene scene bivše Jugoslavije, koje je smatrao najboljim. U drugom dijelu knjige napisani su kratki životopisi glasača kao i albumi koje su predložili. Popis je napravljena prema rezultatima glasovanja. Glasači su bili:
- David Albahari - pisac, prevoditelj, rock novinar
- Duško Antonić - pisac, jedan od autora knjige
- Bane Antović - umjetnički urednik, jedan od osnivača MTV Srbije
- Zorica Bajin-Đukanović - umjetnička fotografica, spisateljica
- Svetislav Basara - pisac, bivši rock glazbenik
- Isidora Bjelica-Pajkić - pisac, rock novinar
- Miša Blam - jazz glazbenik i skladatelj
- Mirjana Bobić-Mojsilović - novinarka, spisateljica
- Srđan Dragojević - filmski direktor
- Milan Gajić - rock novinar
- Aleksia Gajović - rock novinar, TV urednik
- Miroslav Galonja - rock novinar, bivši producent, rock glazbenik
- Zoran Hristić - skladatelj, bivši jazz glazbenik, glazbeni urednik
- Ivan Ivačković - rock novinar, pisac
- Jadranka Janković - rock novinarka i kritičarka
- Marko Janković - rock novinar, radio i TV voditelj
- Petar Janjatović - rock novinar i kritičar
- Nikola Karaklajić - šahovski velemajstor, rock novinar, radio voditelj
- Slobodan Konjović - rock novinar, radio voditelj, bivši rock glazbenik
- Stevan Koprivica - pisac
- Siniša Kovačević - direktor srpskog Narodnog kazališta
- Branka Kirilović - kazališna kritičarka, spisateljica
- Nenad Kuzmić - glazbeni kritičar i urednik
- Sonja Lopatanov - balerina, koreografica
- Petar Lazić - urednik Indexovog radio kazališta
- Mile Lojpur - rock glazbenik
- Branimir Lokner - rock novinar i kritičar
- Petar Luković - rock kritičar, pisac
- Ratka Marić - sociologica, spisateljica, rock novinarka
- Višnja Marjanović - novinska urednica
- Zoran Marjanović - kolekcionar ploča
- Dubravka Marković - TV voditeljica, rock novinarka
- Goranka Matić - umjetnički fotograf
- Bogomir Mijatović - radio urednik
- Borislav Mitrović - rock novinar i kritičar, radio voditelj
- Kokan Mladenović - kazališni direktor
- Zoran Modli - disc jockey
- Nikola Nešković - novinar, disc jockey
- Tatjana Olujić - violinistica
- Nebojša Pajkić - pisac, kazališni pisac
- Vojislav Pantić - profesor matematike, radio voditelj, rock kritičar
- Dejan Pataković - novinar, novinski urednik
- Goran Paunović - novinar, glazbeni urednik, disc jockey
- Vladan Paunović - novinar, prevoditelj, kritičar
- Predrag Perišić - TV urednik,  kazališni pisac
- Ivica Petrović - novinar, rock kritičar
- Mladen Petrović - TV urednik, pisac pjesama
- Peca Popović - rock novinar
- Miloš Radivojević - TV i filmski direktor
- Jovan Ristić - TV, kazališni i filmski direktor
- Ljubiša Ristić - kazališni direktor i političar
- Ivan St. Rizinger - glazbeni kritičar, radio urednik
- Egon Savin - kazališni direktor, sveučilišni profesor
- Zoran Simjanović - skladatelj, bivši rock glazbenik
- Lokica Stefanović - balerina, koreograf
- Gorčin Stojanović - kazališni i filmski direktor, glazbeni kritičar
- Srđan Stojanović - novinar, novinski urednik
- Danilo Štrbac - pisac, jedan od autora knjige
- Bogdan Tirnanić - novinar
- Dragan Todorović - novinar, pisac, radio urednik
- Dinko Tucaković - filmski i TV direktor, kazališni pisac, novinar
- Dušan Vesić - rock novinar
- Milan Vlajčić - filmski kritičar, pisac
- Ivana Vujčić - kazališna direktorica, umjetnička direktorica BITEF-a
- Mihailo Vukobratović - filmski, TV i kazališni direktor
- Ksenija Zečević - skladateljica, pijanistica

## Okvir knjige
Okvir za knjigu YU 100: najbolji albumi jugoslavenske rock i pop glazbe, inspiriran je okvirom Beatlesovog albuma Sgt. Pepper's Lonely Hearts Club Band. Na okviru se mogu vidjeti rock i pop glazbenici: Josipa Lisac, Bebi Dol, Nele Karajlić, Oliver Mandić, Marina Perazić, Branimir Štulić, Slađana Milošević i Dado Topić, Đorđe Marjanović, Dušan Kojić, Arsen Dedić, Đorđe Balašević, Viktorija, Kornelije Kovač, Zoran Miščević, Goran Bregović, Žika Jelić i Dragi Jelić, Oliver Dragojević i Mišo Kovač, Zdravko Čolić (u uniformi jugoslavenske narodne armije), Bora Đorđević i Momčilo Bajagić. Pored toga mogu se vidjeti i Sveti Sava, nogometaš Dragan Džajić, bodybuilder Petar Čelik i njegova supruga Irena (s okvira sastava Laboratorije zvuka za album Telo), glumac Zoran Radmilović (u ulozi kralja Ibija), znanstvenik Nikola Tesla, filmski redatelj Emir Kusturica, košarkaš Vlade Divac, pjevač narodne glazbe Toma Zdravković, romski glazbenik Šaban Bajramović, glumci Dragan Nikolić i Milena Dravić (fotografija preuzeta iz tada popularnog TV programa Obraz uz obraz), i bista bivšeg predsjednika Jugoslavije Josipa Broza Tita.